# Taritatu
Der Taritatu ist ein Fluss auf Neuguinea in der indonesischen Provinz Papua. In der holländischen Kolonialzeit, zu Beginn des 20. Jahrhunderts auf einer Militärexpedition erkundet, erhielt er den Namen Idenburg River, nach dem niederländischen Kolonialminister Alexander Willem Frederik Idenburg.
Der Taritatu entwässert mit seinen Nebenflüssen den östlichen Teil des Mamberamobeckens. Er entspringt im Osten der Provinz Papua und fließt etwa 320 km westwärts, bis er sich mit dem Tariku zum Mamberamo vereinigt.